# Общество с ограниченной ответственностью (Латвия)
Sabiedrība ar ierobežotu atbildību (SIA, с латыш. — «общество с ограниченной ответственностью») — в латвийском праве, учреждённое одним или несколькими юридическими и/или физическими лицами хозяйственное общество, уставный капитал которого разделён на доли. SIA учреждаются для ведения хозяйственной деятельности с целью получения прибыли. SIA является наиболее распространённой формой предпринимательской деятельности в Латвии.
SIA имеет право открывать филиалы и представительства в других странах. В случае необходимости, SIA может быть реорганизовано.

## Капитал
Основной капитал SIA — это вложения учредителей в общество в объёме, оговоренном учредительным договором или решением учредителей. Основной капитал выражен в целых евро. Основной капитал может быть внесен деньгами или имуществом.
Собственниками долей SIA могут быть как юридические, так и физические лица. Собственник долей имеет право продавать, дарить и отчуждать доли.
Участник имеет право участвовать в управлении обществом, участвовать в распределении прибыли и в распределении имущества общества в случае ликвидации.

## Юридический адрес
Юридический адрес — это адрес, где находится руководство общества.
Общество, с руководством которого невозможно связаться по его юридическому адресу, может быть ликвидировано по упрощённой процедуре.

## Органы управления
Органами управления SIA являются собрание учредителей и правление, а также совет (необязателен).
Собрание учредителей — это высший орган управления обществом, в компетенции которого находится принятие существенных решений, таких как изменение устава, увеличение или уменьшение основного капитала, назначение и отзыв членов правления, утверждение годового отчета, распределение прибыли и др.
В составе правления может быть одно или несколько лиц. Членом правления может быть любое дееспособное физическое лицо, в том числе нерезиденты.

## Название
В соответствии с коммерческим законом Латвии Реестр предприятий Латвии публикует название зарегистрированных обществ и следит за уникальностью их названий.
Название общества может содержать только буквы латинского и латышского алфавитов, цифры, знаки препинания и пять символов — &, @, %, +, =. Также название должно отличаться от уже зарегистрированных в реестре и не может включать слова «Latvijas Republika» (Латвийская Республика) «valsts» (государство), «pašvaldība» (самоуправление, муниципалитет).